# Guillaume III. Roger de Beaufort

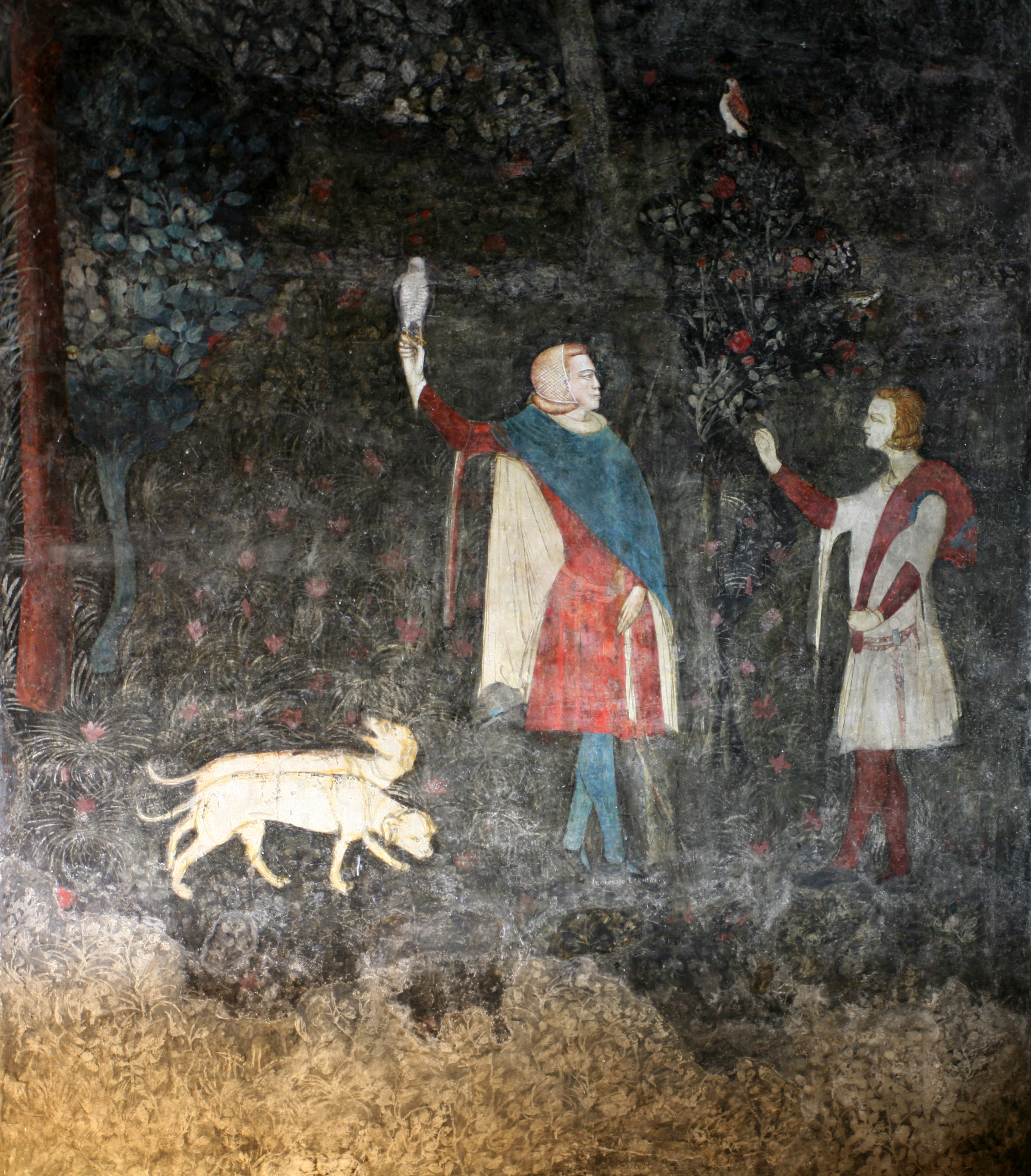
Guillaume III. Roger und sein Vater auf bei der Beizjagd (Papstpalast in Avignon), Chambre du cerf (Hirschzimmer), Robin de Romans, 14. Jahrhundert

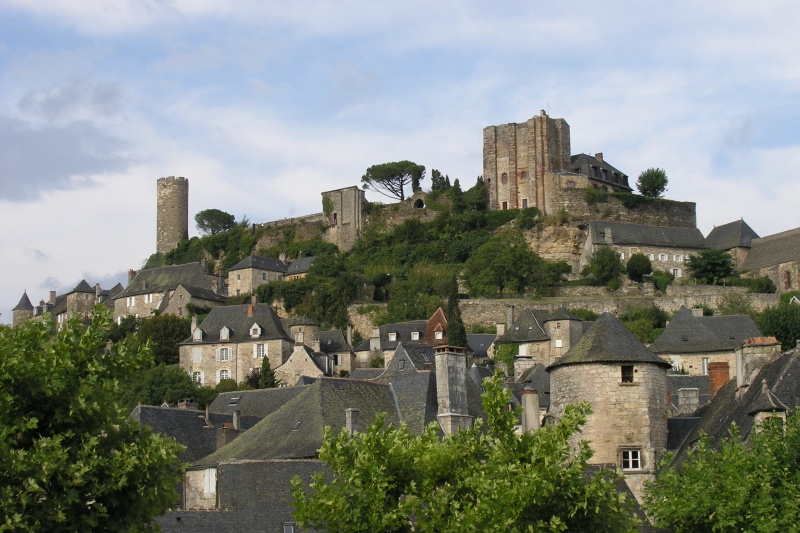
Die Burg der Vicomtes de Turenne

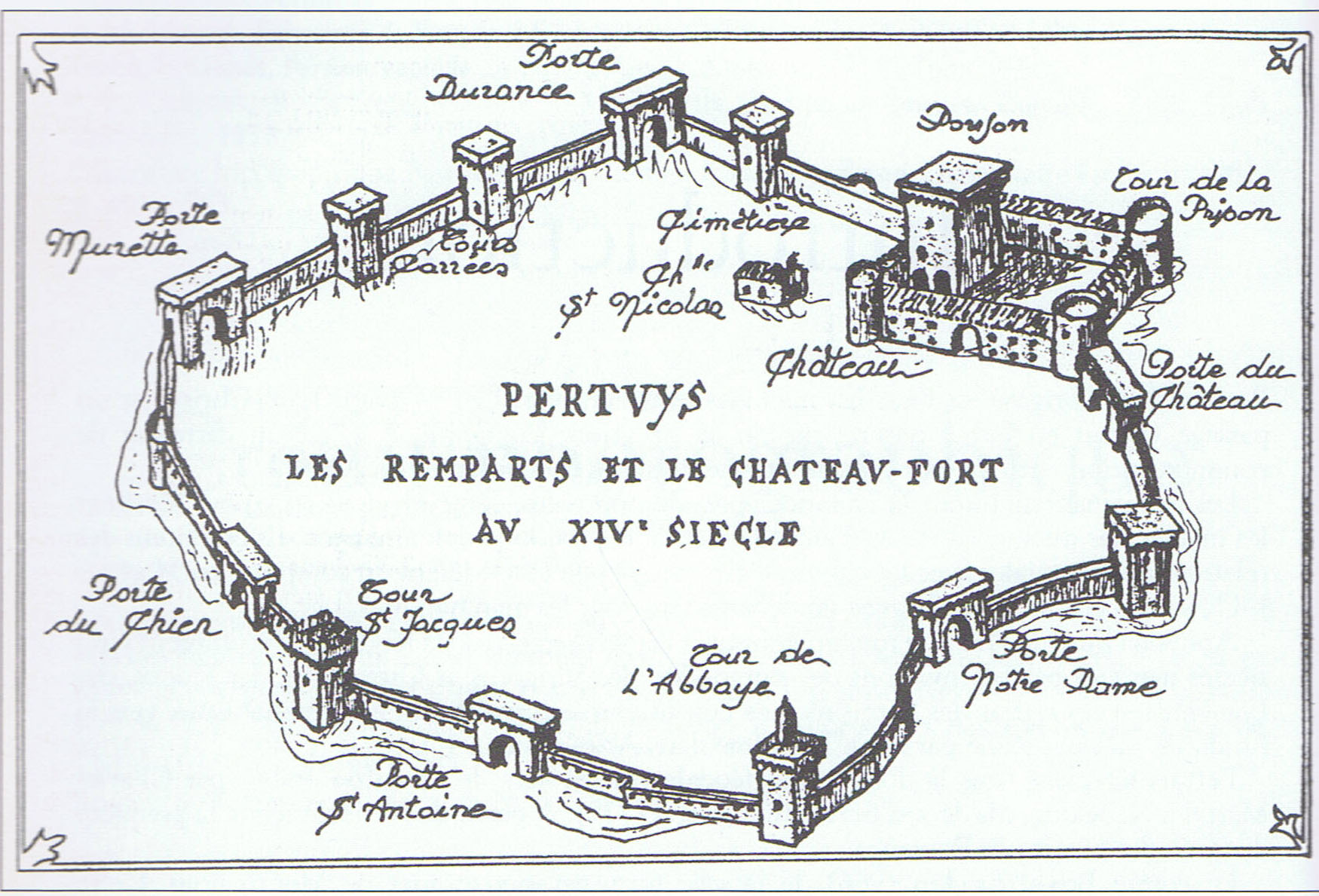
Remparts de Pertuis im 14. Jahrhundert nach einer Zeichnung von Métois

Guillaume III. Roger de Beaufort (* 1332; † 26. März 1395 in Paris), Vizegraf von Turenne, Sohn von Marie de Chambon und Guillaume II. Roger, Vicomte de Lamothe et de Valernes, Comte de Beaufort et d’Alès, war der Neffe von Papst Clemens VI. und der Bruder von Papst Gregor XI., die beide in Avignon residierten.

## Leben

### Eine prestigereiche Ehe
Guillaume heiratete Aliénor de Comminges, vierte Tochter von Bernard VIII., Graf von Comminges, und Mathé de l’Isle-Jourdain. In Erwartung dieser Ehe wurde Guillaume III. am 28. November 1349 von seinem Vater für volljährig erklärt und erhielt alle Lehen des Grafen von Beaufort im Languedoc und die Hälfte der Vizegrafschaft Valernes. Auf den Ehevertrag zwischen Guillaume III. und Aliénor, der am 15. Dezember 1349 in Narbonne aufgesetzt wurde, folgte eine Heirat durch Stellvertreter (par procuration). Bei der offiziellen Heirat am 7. Februar 1350, legte Clemens VI. Wert darauf, die Vizegrafschaft Turenne in den Besitz des jungen Paares zu geben, eines der prestigeträchtigsten und reichsten Lehen im Limousin.
Die Königin Johanna I. von Neapel, Gräfin von Provence, hatte vom Papst nach der Ermordung ihres ersten Ehemanns Andreas von Ungarn die Absolution erhalten und dankte ihm dafür, indem er seiner Familie Lehen und Titel schenkte. In diesem Zusammenhang machte sie 1351 den Vicomte de Turenne zum Großkämmerer des Königreichs Sizilien, im Januar 1352 verlieh sie ihm die Herrschaften Pertuis, les Pennes, Meyrargues und Séderon. Es war sein Onkel Hugues Roger, der Kardinal von Tulle, der ihm zwischen 1351 und 1353 seine anderen Herrschaften im Languedoc und im Velay schenkte.

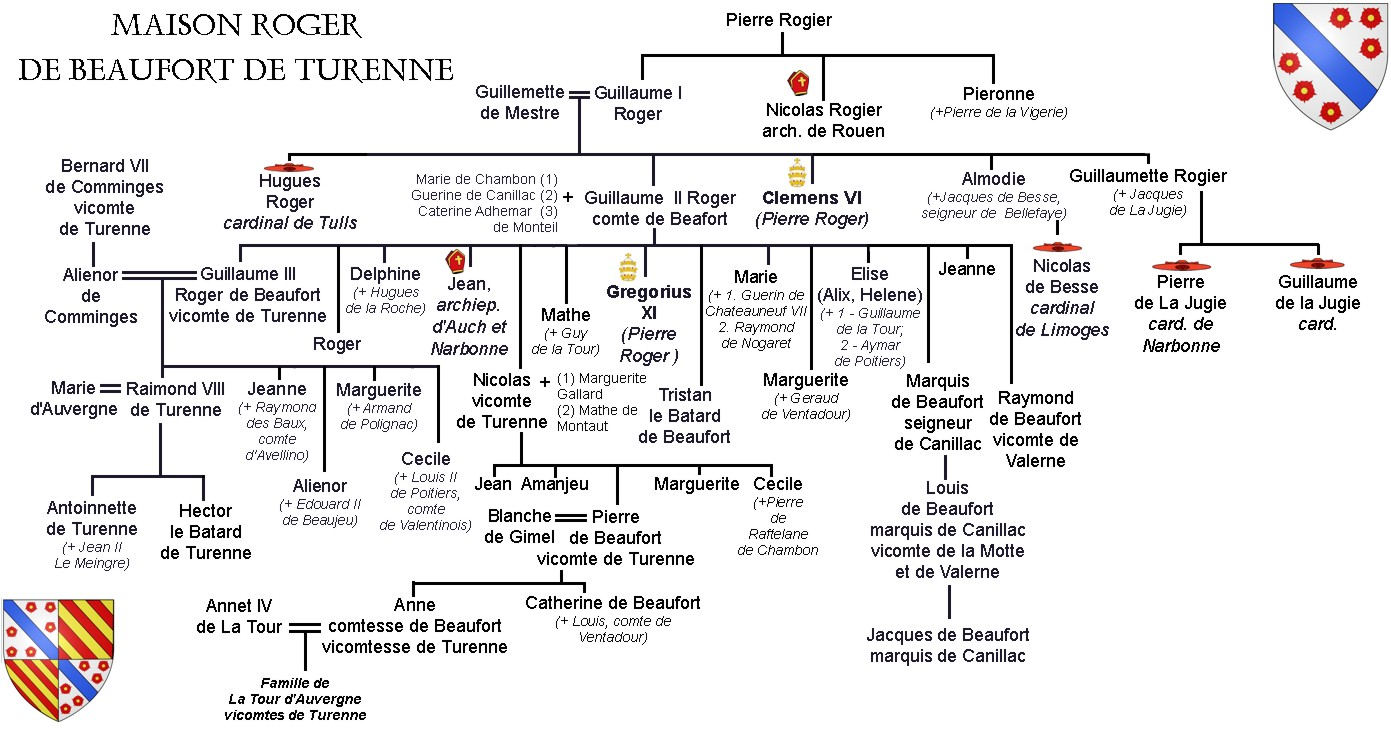

### Der Vertraute der Valois
Gemäß den Klauseln des Vertrages von Brétigny, unterzeichnet am 8. Mai 1360, wurde die Vizegrafschaft Turenne englisch. Aber erst am 8. März 1361 stimmte Guillaume zu, dem König von England zu huldigen. Die Treue zum Haus Valois war eine Konstante in seinem Leben. Sie wurde im Herbst 1365 bestätigt, als der Vicomte am Kreuzzug gegen Alexandria (1365) unter der Führung von Peter I. von Zypern teilnahm. Er brach in Begleitung von Jean de la Rivière auf, dem ersten Kammerherrn des Königs von Frankreich, und von Philippe de Mézières, dem damaligen Kanzler des Königs von Zypern und späteren Berater von Karl V.
Guillaume wurde am französischen Hof geschätzt, aber auch am kaiserlichen. Am 8. Dezember 1373 belehnte ihn Kaiser Karl IV., ein Onkel des Königs von Frankreich, mit der toskanischen Stadt Chiusi und den vom Bistum Chiusi abhängigen Burgen, Städten und Ländereien: Monteleone, Montegabbione, Sarteano, Cetona, Chianciano, Piegaro, Panicale, Paciano, Monticchiello, Camporsevolo, Castiglione del Lago, sowie alles, was der Gerichtsbarkeit von Cortona unterstand.
Am 28. Januar 1374 wurde Guillaume III. Roger de Beaufort in Avignon von Nicola Spinelli, Seneschall der Provence für Königin Johanna, zum Vormund seiner Enkelin Alix des Baux bestellt.
Als die Engländer und Franzosen sich im März [1375] darauf verständigt hatten, Verhandlungen in Brügge zu eröffnen, beauftragte Gregor XI. seinen Bruder Guillaume und beider Vetter Guillaume de Lestranges, Bischof von Carpentras, daran teilzunehmen. Karl V. wiederum sandte seinen Bruder Philipp der Kühne, Herzog von Burgund, Eduard III. von England wurde von seinem Sohn John of Gaunt vertreten.
Im gleichen Jahr, am 28. Oktober, trat Guillaume III. die Nutzungsrechte an seiner Vizegrafschaft an seinen Sohn Raymond de Turenne ab. Von da an wurde die Vizegrafentitel tatsächlich von Guillaume und Raymond de Turenne getragen.

### Rektor des Comtat Venaissin und Generalkapitän der Sénéchaussée de Beaucaire
Sein Bruder Gregor XI. übergab ihm vor seiner Rückkehr nach Rom (1376) das Amt des Rektors des Comtat Venaissin mit Sitz im Papstpalast in Sorgues. Am 19. Oktober trat der Vicomte de Turenne offiziell bei einem Empfang in Carpentras an und ließ sich in seinem Rektoratspalast nieder, den er mit prächtigen Wandteppichen ausstattete. Der Vicomte übte dieses Amt bis zur Rückkehr von Clemens VII. nach Avignon aus.

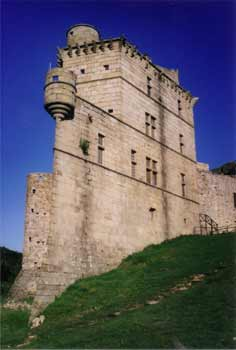
Das Château de Portes in Portes (Gard), eines der Lehen im Languedoc der Roger de Beaufort

Danach ließ er sich dann in seiner Festung in Bagnols-sur-Cèze nieder. In den Jahren 1382 und 1383 erlebten die Cevennen, dann der an der Rhône gelegene Teil des Languedoc den Tuchineraufstand, der sich von der Auvergne her ausbreitete. Ende Januar 1382 führte die die Steuerpolitik des Jean de Valois, duc de Berry, den Tuchinern neue Anhänger im gesamten Languedoc zu. Um ihnen entgegenzutreten, ernannte der Seneschal Enguerrand d’Eudin in seenr Not den Vicomte de Turenne zum Generalkapitän der Sénéchaussée de Beaucaire et de Nîmes.
Guillaume Roger de Beaufort versuchte den Herzog von Berry zu überzeugen, die drei Stände des Languedoc zusammenzurufen, um für den Kampf gegen die Tuchins die notwendigen Mittel zu erhalten. Die Generalstände versammelten sich schließlich im September 1382 in der Burg von Alès. Mit der finanziellen Hilfe, die er nun hatte, konnte Guillaume neue Truppen ausheben, die er in seiner Seigneurie Bagnols-sur-Cèze konzentrierte.
Da Thibaud de Budos ihm seit 1383 sein Lehen und das Château de Portes streitig machte, zögerte der Vicomte nicht, durch Jean Coq, seinen Hauptmann in Bagnols, selbst Tuchins zu rekrutieren, um gegen ihn zu kämpfen. Gemeinsam mit Raymond de Turenne gelang es, einen Schlag zu führen, mit dem die Anführer von den Tuniques Blanches verbannt wurden. Die Einheit des Tuchinat war zerbrochen und die Bedingungen für einen Waffenstillstand zusammen. In der Tat wurde im Februar 1383 mit einem Frieden, der von der Versammlung der Gemeinden unter dem Vorsitz von Guillaume Roger de Beaufort in Alès unterzeichnet wurde, eine Ende des Aufstands erreicht.

### Die Plünderung seiner provenzalischen Lehen
Am 8. März 1383 wurden Guillaume Roger de Beaufort trotz seiner Treue zu Louis I. d’Anjou, u. a. Graf von Provence, und seiner Frau Marie de Blois, von diesen seine provenzalischen Lehen insbesondere Saint-Rémy-de-Provence und Les Baux streitig gemacht. Seine Reaktion war ungewöhnlich: Er verließ seine Aufgaben im Languedoc, um neben Karl VI. von Frankreich am Krieg in Flandern teilzunehmen. Der Vicomte trat am 13. August 1383 der königlichen Armee in Orléans bei. Mit sechs Knappen und dreiundfünfzig Reitern aus seinem Hôtel nahm er am Ritt nach Bourbourg teil.
Erst vier Jahre später, am 23. Juni 1387, hat er sich seiner Gehorsamspflicht entzogen. Er schloss ein Bündnis mit Raymond II. d‘Agoult. Es wurde gesagt, dass dieser Vertrag zwischen den großen und mächtigen Herren Messire Raymond d’Agoult, Seigneur de Sault und Vicomte de Reillanne, und Messire Guillaume Roger, Vicomte de Turenne, für sie selbst sowie für ihre Eltern, Freunde und Diener unterzeichnet wurde. Das Ziel dieses Bunds war es, die Regentin Marie de Blois dazu zu bringen, den Verbündeten ihre Güter und Lehen im vorherigen Zustand zurückzugeben.
Es war aber nur ein Strohfeuer, da Marie de Blois am 19. Juli 1387 ihren Rat versammelte. An diesem Treffen nahmen neben Jean Lefèvre, Bischof von Chartres und Kanzler der Regentin, Artaud de Mélan, Bischof von Sisteron und Bartolomeo de Giudici, Bischof von Ventimiglia, Raymond d’Agoult und Guillaume Roger de Beaufort teil, die ihr Bündnis nun beendeten.
Am 9. August 1390 vermachte der Vicomte, Erbe des verstorbenen Guillaume II. Roger, seinem Bruder Nicolas Roger de Beaufort Chambon und Rosiers mit der Bedingung, sie nicht an Jean de Limeuil weiterzugeben, seinen Sohn, der auf die Seite der Engländer gewechselt war.
Guillaume verließ die Provence und zog sich nach Paris zurück. Als er nicht akzeptieren wollte, dass sein Sohn sich weigerte, seine Enkelin Antoinette de Turenne mit Charles d‘Anjou, dem jüngsten Sohn von Marie de Blois, zu verheiraten, stelle er die Nahrungsaufnahme ein. Der Vicomte verfasste sein Testament am 26. März 1395 und starb zwei Tage später. Er wurde in einer der Kapellen der Kathedrale Notre-Dame de Paris bestattet.

### Die Nachkommen des Vicomte de Turenne
Der Vicomte war Vater von fünf Kindern. Seine vier Töchter wurden sehr gut verheiratet. Jeanne, die Älteste, heiratete Raymond des Baux, Graf von Avellino (Haus Les Baux), Aliénor heiratete Édouard II., Seigneur de Beaujeu (Haus Albon); Marguerite heiratete Armand de Polignac (Haus Polignac), und Cécile heiratete Louis de Poitiers, Comte de Valentinois (Haus Poitiers-Valentinois).
Sein Sohn Raymond de Turenne (1352–1413) zeichnete sich als päpstlicher Hauptmann in Italien aus und folgte Juan Fernández de Heredia als Generalkapitän im Comtat Venaissin. Der Vicomte de Turenne ließ ihn mit den Waffen in der Hand die Plünderung seiner Lehen in der Provence anfechten, was in den Jahren 1380/1390 einen der wichtigsten privaten Kriege zwischen Roger de Beaufort, Marie de Blois, Gräfin von Provence, und den Päpsten Clemens VII. und Benedikt XIII. auslöste.